# Thoracibidion fasciiferum
Thoracibidion fasciiferum är en skalbaggsart som först beskrevs av Berg 1889.  Thoracibidion fasciiferum ingår i släktet Thoracibidion och familjen långhorningar.
Artens utbredningsområde är Paraguay. Inga underarter finns listade i Catalogue of Life.